# Kapelo, hraj
Kapelo, hraj (v originále En fanfare) je francouzský hraný film z roku 2024, který režíroval Emmanuel Courcol. Film měl světovou premiéru na filmovém festivalu v Cannes dne 19. května 2024.

## Děj
Thibaut Desormeaux pochází z Meudonu. Je dirigentem světového věhlasu, který se zhroutí uprostřed zkoušky. Je mu diagnostikována zhoubná leukémie, která naléhavě vyžaduje transplantaci kostní dřeně. Hledání potenciálního dárce přirozeně začíná v rodině. Testy DNA ale odhalí, že není ani synem svých rodičů, ani bratrem své sestry, kteří jako dárci nejsou vhodní. Poté se dozví, že byl adoptován, a zjistí, že má mladšího biologického bratra, také adoptovaného a žijícího v rodném městě jejich matky na severu Francie. Pro Thibauta biologický bratr Jimmy Lecocq představuje nejlepší naději na získání transplantace. Jede tedy za Jimmym, obyčejným zaměstnancem školní jídelny, který v městské kapele hraje na pozoun. Jimmyho pochodová kapela, která se účastní soutěže, právě přišla o svého dirigenta. Toto je příležitost pro Thibauta nabídnout své služby. Oba bratři se společně pokusí napravit křivdy osudu.

## Obsazení
| Benjamin Lavernhe      | Thibaut Desormeaux                |
| Pierre Lottin          | Jimmy Lecocq                      |
| Sarah Suco             | Sabrina                           |
| Jacques Bonnaffé       | Gilbert Woszniak                  |
| Ludmila Mikaël         | Thibaultova matka                 |
| Clémence Massart-Weit  | Claudine, Jimmyho adoptivní matka |
| Anne Loiret            | Claire                            |
| Mathilde Courcol-Rozès | Rose, Thibaultova sestra          |
| Yvon Martin            | Anthony                           |
| Isabelle Zanotti       | Charlène                          |
| Nicolas Ducron         | Yannick                           |
| Charlie Nelson         | Jean-Claude                       |
| Marie-José Billet      | Brigitte                          |
| Antonin Lartaud        | Jérémy                            |
| Rémi Fransot           | Jonathan                          |
| Johnny Montreuil       | Gérald                            |
| Johnny Rasse           | Kévin                             |
| Gabrielle Claeys       | Justine, Jimmyho dcera            |
| Annette Lowcay         | profesorka Lorentzová             |
| Anne-Sophie Lapix      | sebe samu                         |

## Ocenění
- Mezinárodní filmový festival v San Sebastianu: cena publika
- César: nominace v kategoriích nejlepší film, nejlepší herec (Benjamin Lavernhe), nejlepší herečka ve vedlejší roli (Sarah Suco), nejslibnější herec (Pierre Lottin), nejlepší původní scénář (Emmanuel Courcol a Irène Muscari), nejlepší zvuk (Pascal Armant, Sandy Notarianni a Niels Barletta), nejlepší střih (Guerric Catala)